# 泰奥加河
泰奥加河（英語：Tioga River，/ˈtaɪoʊɡə/）是希芒河的一条支流，长约58英里（93），位于美国宾夕法尼亚州北部和纽约州西部，流经阿勒格尼平原，属于薩斯奎哈納河流域。

## 另请参阅
- 小钓鱼溪